# شيخ بشارت (كراني)
شيخ بشارت (بالفارسية: شیخ بشارت) هي قرية تقع في إيران في قسم کراني الريفي. يقدر عدد سكانها بـ 310 نسمة بحسب إحصاء 2016.